# Марк Грейни
Марк Грейни (на английски: Mark Greaney) е американски писател на бестселъри в жанра трилър и криминален роман.

## Биография и творчество
Марк Грейни е роден през 1967 г. в Мемфис, Тенеси, САЩ. Получава бакалавърска степен по международни отношения и политически науки. След дипломирането си в продължение на 10 години работи като сервитьор и барман, и в търговския отдел на технологична компания за медицински изделия за хирургия. През свободното си време работи по два романа. Първият ръкопис със сюжет главно за последиците от босненската гражданска война дава на литературния си агент Скот Милър, който го оценява, но го призовава да напише друг роман, който по-късно става „Сивият мъж“.
Първият му трилър „Сивият мъж“ от едноименната поредица е публикуван през 2009 г. Той става национален бестселър и е номиниран за награда „Бари“ в категорията „най-добър трилър“. След успеха на романа напуска работата си и се посвещава на писателската си кариера.
През 2010 г. е поканен да стане съавтор на Том Кланси за поредицата „Джак Райън“. Пишат общо три трилъра – „Без правила“, „Код „Заплаха“ и „Властта на президента“. След смъртта на Кланси е поканен от наследниците да продължи франчайзинга и пише още 4 романа. През февруари 2017 г. заедно с Грант Блекууд излиза от поредицата за Джак Райън.
Марк Грейни живее със семейството си в Мемфис.

## Произведения

### Серия „Сивият мъж“ (Gray Man)
1. The Gray Man (2009)
Сивия, изд.: ИК „Бард“, София (2019), прев. Иван Златарски
2. On Target (2010)
Цветът на дулото, изд.: ИК „Бард“, София (2019), прев. Иван Златарски
3. Ballistic (2011)
4. Dead Eye (2013)
5. Back Blast (2016)
6. Gunmetal Gray (2017)
7. Agent in Place (2018)
8. Mission Critical (2019)
9. One Minute Out (2020)
10. Relentless (2021)
11. Sierra Six (2022)
12. Burner (2023)

### Серия „Джак Райън“ (Jack Ryan)
14. Locked On (2011) – с Том Кланси
Без правила, изд.: ИК „Прозорец“, София (2012), прев. Венцислав Градинаров
15. Threat Vector (2012) – с Том Кланси
Код „Заплаха“, изд.: ИК „Прозорец“, София (2013), прев. Венцислав Градинаров
16. Command Authority (2010) – с Том Кланси
Властта на президента, изд.: ИК „Прозорец“, София (2014), прев. Венцислав Градинаров
продължение след смъртта на Том Кланси
17. Support and Defend (2014)
Подкрепяй и защитавай, изд.: ИК „Прозорец“, София (2016), прев. Венцислав Градинаров
18. Full Force and Effect (2014)
20. Commander-In-Chief (2015)
22. True Faith and Allegiance (2016)